# IC 769
IC 769 је спирална галаксија у сазвјежђу Дјевица која се налази на листи објеката дубоког неба у Индекс каталогу.
Деклинација објекта је + 12° 7' 24" а ректасцензија 12h 12m 32,2s. Привидна величина (магнитуда) објекта IC 769 износи 12,4 а фотографска магнитуда 13,2. Налази се на удаљености од 16,8 милиона парсека од Сунца. IC 769 је још познат и под ознакама UGC 7209, MCG 2-31-47, CGCG 69-83, VCC 58, IRAS 12099+1224, PGC 38916.